# Doliops basilana
Doliops basilana är en skalbaggsart som först beskrevs av Heller 1923.  Doliops basilana ingår i släktet Doliops och familjen långhorningar.
Artens utbredningsområde är Filippinerna. Inga underarter finns listade i Catalogue of Life.